# Psalm 17

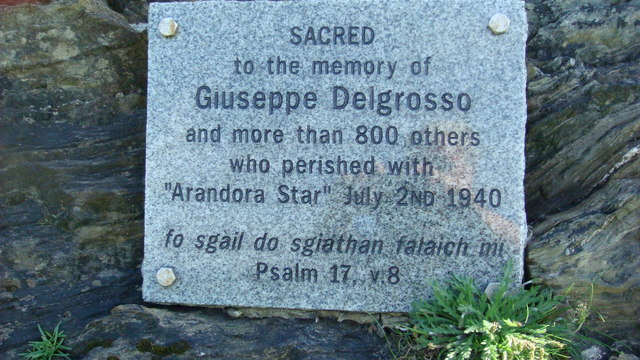
Psalm 17 Vers 8 auf einem Gedenkstein für italienische Kriegsgefangene in Großbritannien

Der 17. Psalm (nach griechischer Zählung der 16.) ist ein Psalm Davids und der Gattung der „Unschuldslieder“ zuzuordnen.

## Gliederung
Der Psalm kann folgendermaßen gegliedert werden:
1. Vers 1 f.: erweiterte Einleitung: Anrufung JHWHs in Bitte und Wunsch
2. Vers 3–5: Beteuerung der Unschuld
3. Vers 6–8: Aussprechen von Bitte und Wunsch gestützt auf Unschuldssicherheit
4. Vers 9–12: Die böse Art der Feinde
5. Vers 13 f.: Bitte und Wunsch um Rache gegen seine Feinde
6. Vers 15: Bitte und Wunsch für den Dichter selbst

## Deutung

### Vers 15b

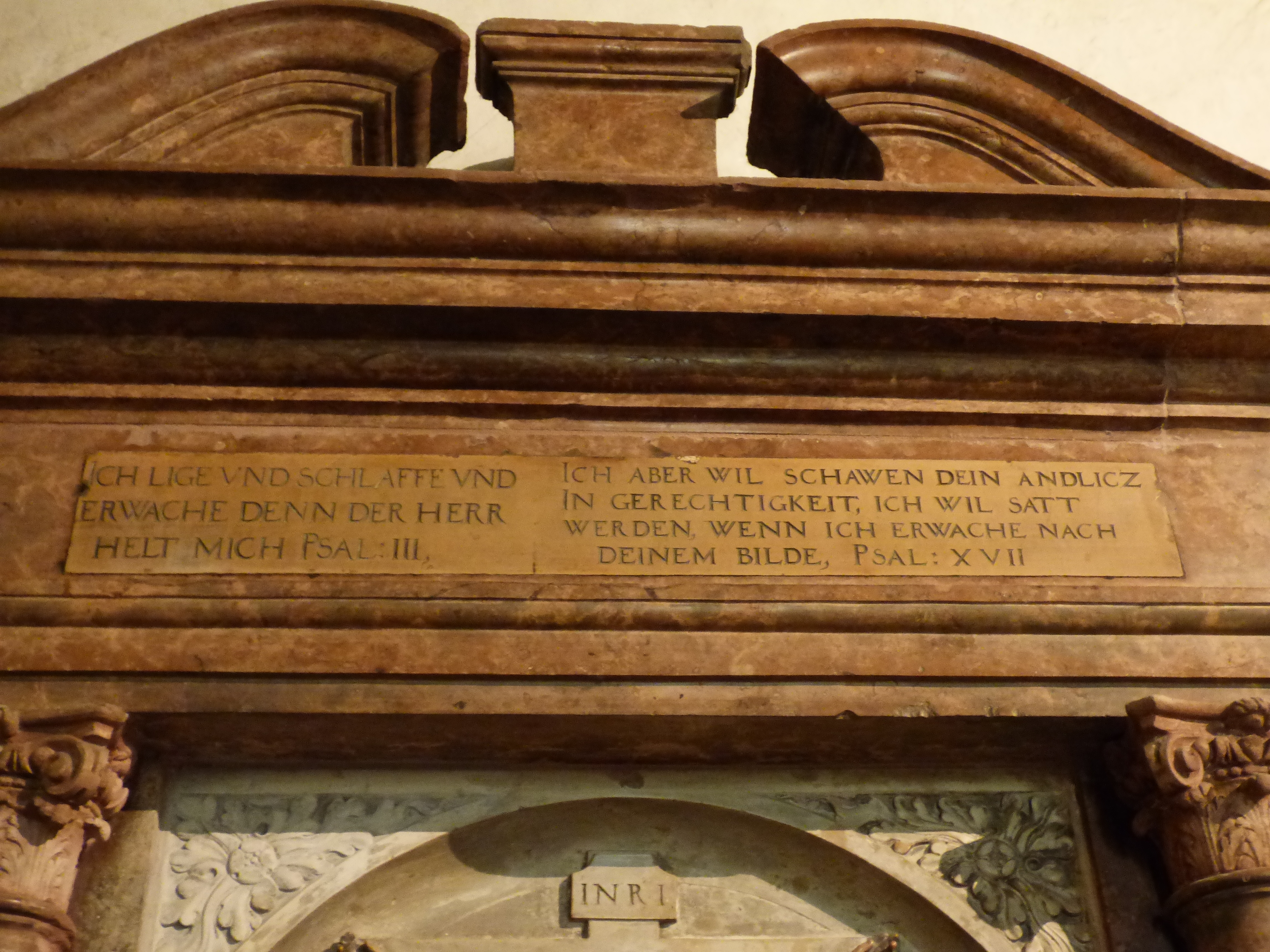
Psalm 17 Vers 15 zusammen mit einem Stück aus Psalm 3 in der Michaelerkirche in Wien

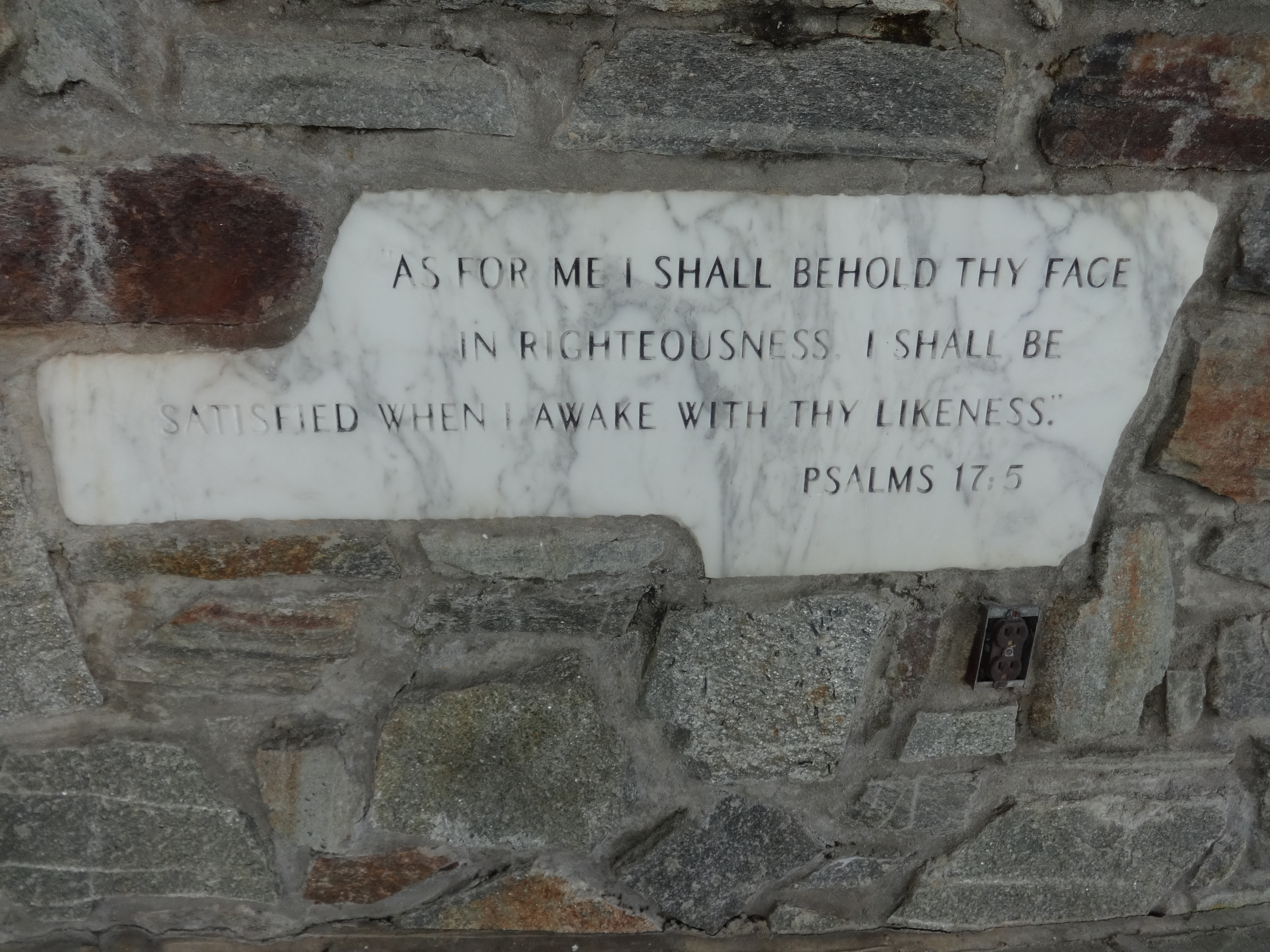
Psalm 17 Vers 5 auf einem Friedhof in Maryland

Das im Schlussvers „Ich aber […] werde gesättigt werden, wenn ich erwache, mit deinem Bild“ (Elberfelder) genannte Erwachen bereitete der Forschung Probleme und wurde verschieden gedeutet:
- Heinrich Georg August Ewald und Bernhard Duhm und andere schlagen das Erwachen am Morgen vor, das heißt, der Psalm ist als Abendlied zu verstehen.
- Rudolf Kittel deuten das Erwachen als die Auferstehung, da das Schlafen im Alten Testament häufig den Tod symbolisiert.
- Friedrich Baethgen und Emil Kautzsch sehen darin ein Erwachen Israels aus der Kraftlosigkeit.
- Hans Keßler sieht die Stelle als „verderbt“ an, also als durch spätere Bearbeitungen sinnlos gemacht.